# Vulgichneumon suigensis
Vulgichneumon suigensis là một loài tò vò trong họ Ichneumonidae.